# لاس بلاساس
لاس بلاساس (بالإنجليزية: Las Plassas)‏، (سردينيا: S'Arrocu) هي بلدية، في مقاطعة ساردينيا إيطاليا. في عام 2016، كان عدد سكانها 240 شخصًا. وتبلغ مساحتها 11.04 كيلومتر مربع. وترتفع 148 مترا فوق مستوى سطح البحر.

## السكان
في سنة 1861 بلغ عدد السكان 486 نسمة، وتطور العدد ليصل في سنة 2011 لـ 257 نسمة.
يظهر هذا المخطط البياني تطور النمو السكاني لـ لاس بلاساس